# Astroloba pentagona
Astroloba pentagona és una espècie de planta suculenta del gènere Astroloba, que pertany a la subfamília de les asfodelòidies (Asphodeloideae), dins la família de les asfodelàcies (Asphodelaceae).

## Descripció
Astroloba pentagona (anteriorment catalogada com 'hallii') forma una extensió oriental d'Astroloba bullulata, la seva veïna occidental amb tubercles, però es pot diferenciar per les seves fulles més llargues, afilades i rectes, que solen estar cobertes d'estries (línies) longitudinals. Les poblacions ocasionals també tenen tubercles, que sempre es donen al llarg de les estries.
La inflorescència d'aquesta planta és semblant a la del seu parent bullulata, però cap a l'est de la seva àrea de distribució pot arribar a ser moltes vegades més alta. A prop de Vleiland, les plantes tenen inflorescències que poden arribar a l'alçada dels malucs. Les flors són minúscules, groguenques i tubulars.

## Distribució i hàbitat
Astroloba pentagona es distribueix a la província sud-africana del Cap Occidental; i concretament s'estén des del pas de Rooinek i Laingsburg a l'oest, cap al sud fins als turons al llarg de la carretera Laingsburg-Seweweekspoort, i cap a l'est (possiblement) fins a la presa Floriskraal. En aquesta àrea, prefereix les crestes d'esquist i els arbustos on pot créixer per protegir-se de la calor ("arbustos de viver"). Cap al sud-oest, aquesta espècie s'esvaeix gradualment en Astroloba spirella (el seu parent del petit Karoo) i els intermedis tenen fulles més petites i llises. A l'est es transforma gradualment en Astroloba tenax.

## Taxonomia
Astroloba pentagona va ser descrita per (Haw.) Uitewaal i va ser publicat a Succulenta (Netherlands) 28: 54, a l'any 1947.
Etimologia
Astroloba: nom genèric que deriva de les paraules gregues astros, "estrella" i lobos, "lòbul".
pentagona: epítet llatí que significa "de cinc angles".
Sinonímia
- Aloe pentagona Haw., Trans. Linn. Soc. London 7: 7 (1804). (Basiònim/Sinònim substituït)
- Apicra pentagona (Haw.) Willd., Mag. Neuesten Entdeck. Gesammten Naturk. Ges. Naturf. Freunde Berlin 5: 273 (1811).
- Haworthia pentagona (Haw.) Haw., Syn. Pl. Succ.: 97 (1812).[4]